# سرمایه اجتماعی

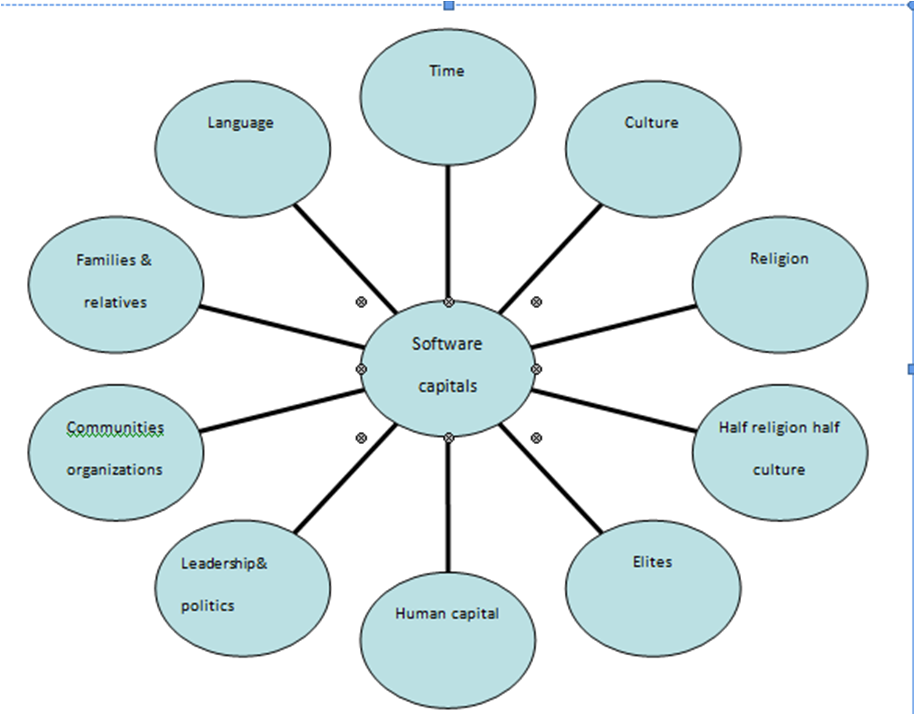
نمای کلی از سرمایه‌های اجتماعی

سرمایه اجتماعی مفهومی در جامعه‌شناسی است که در بازرگانی، اقتصاد، علوم انسانی و بهداشت عمومی جهت اشاره به ارتباطات درون و مابین گروهی از آن استفاده می‌شود. اگرچه تعاریف مختلفی برای این مفهوم وجود دارد، اما در کل سرمایه اجتماعی به عنوان نوعی «علاج همه مشکلات» جامعه مدرن تلقی شده است. ایده اصلی این است که «شبکه‌های اجتماعی دارای ارزش هستند. همان‌طور که پیچ‌گوشی (سرمایه فیزیکی) یا تحصیلات دانشگاهی (سرمایه انسانی) هم به صورت فردی و هم در شکل جمعی می‌توانند موجب افزایش بهره‌وری شوند، ارتباطات اجتماعی هم بر بهره‌وری افراد و گروه‌ها تأثیر می‌گذارند.»

## پیشینه
مقاله ال جی هانیفان در سال ۱۹۱۶ در مورد حمایت‌های محلی از مدارس روستایی یکی از اولین موارد استفاده از عبارت «سرمایه اجتماعی» در اشاره به همبستگی اجتماعی و سرمایه‌گذاری فردی در جامعه است. در تعریف این مفهوم، هانیفان سرمایه اجتماعی را با اقلام مادی مقایسه می‌کند:

منظور من املاک، دارایی‌های شخصی یا پول نیست. منظور من آن چیزی است که باعث می‌شود این اشیاء محسوس در زندگی روزمره مردم بیشتر به حساب بیایند، یعنی حسن نیت، دوستی، حس همدردی و مراودات اجتماعی بین گروهی از افراد یا خانواده‌ها که یک واحد اجتماعی را تشکیل می‌دهند….
اگر شخصی با همسایه‌اش ارتباط برقرار کند و به همین ترتیب، آن دو با دیگر همسایگان ارتباط برقرار کنند، در این حالت انباشتی از سرمایه اجتماعی به وجود خواهد آمد که فوراً نیازهای شخصی آن‌ها را برآورده کرده است و حتی می‌تواند باعث بهبود چشمگیر کیفیت زندگی در کل آن اجتماع گردد. در حالیکه کل اجتماع از همکاری اجزای اش نفع می‌برد، خود افراد نیز از مزایایی [همچون] کمک و یاری، همدردی و دوستی با همسایگان بهره‌مند خواهند شد (صص ۱۳۱–۱۳۰).

در حالیکه زوایای مختلف این مفهوم در عرصه‌های گوناگون علوم اجتماعی مورد بحث قرار گرفته است، بعضی ریشه‌های کاربرد مدرن آن را در تحقیقات جین جیکوبز در سال ۱۹۶۰ می‌دانند. اگرچه وی به‌طور مستقیم چنین عبارتی را تعریف نکرده، اما از آن در مقاله‌ای با ارجاع به ارزش شبکه‌ها استفاده کرده است. دانشمند علوم سیاسی، رابرت سلیسبری در مقاله‌ای در سال ۱۹۶۹ با عنوان «نظریه داد و ستد در گروه‌های ذی‌نفع» در نشریه Midwest Journal of Political Science معنی این عبارت را چنین تعریف کرده است که سرمایه اجتماعی جزئی حیاتی در تشکیل گروه‌های سودآور است. جامعه‌شناس پیر بوردیو از این عبارت در سال ۱۹۷۲ در کتاب «طرح نظریه عمل» استفاده کرد و چند سال بعد آن را از سرمایه فرهنگی، اقتصادی و نمادین متمایز ساخت. جامعه شناسان جیمز کلمن، بری ولمن و اسکات ورتلی در توضیح و عمومی‌سازی این مفهوم تعریف گلن لوری (۱۹۷۷) را پذیرفته‌اند در اواخر دهه ۱۹۹۰، این مفهوم عمومیت یافت و موضوع برنامه تحقیقاتی بانک جهانی و موضوع اصلی چند کتاب مهم از جمله «بولینگ یک‌نفره» اثر رابرت پوتنام و «با هم بهتر است» نوشته لوییس فلداشتاین شد.
مفهوم زیربنایی سرمایه اجتماعی قدمتی بسیار طولانی دارد. در علوم سیاسی آمریکا، تحت مبحث جمع‌گرایی، متفکران قبل از قرن نوزدهم در تحلیل رابطه بین زندگی مشارکتی و دموکراسی، مکرراً عبارات مشابهی را جهت تجمیع مفاهیم همبستگی و انسجام اجتماعی استفاده می‌کرده‌اند که الهام گرفته از تلاش‌های نویسندگانی همچون جیمز مدیسون (مقاله‌های فدرالیست) و الکسی دو توکویل (دموکراسی در آمریکا) بوده است. جان دیوی احتمالاً اولین کسی است که مستقیماً از عبارت «سرمایه اجتماعی» در «مدرسه و جامعه» (۱۸۹۹) استفاده کرده، اما تعریفی برای آن ارائه نداده است.

## ارزیابی سرمایه اجتماعی
گرچه شاید بوردیو با نظر کلمن موافق باشد که در تعریف، سرمایه اجتماعی یک منبع خنثی است. اما او سعی دارد نشان دهد که چگونه سرمایه اجتماعی را می‌توان در عمل برای ایجاد یا گسترش بی عدالتی به کار برد. در این مورد به‌طور مثال وی اشاره دارد که چگونه مردم در راه رسیدن به موقعیت‌های مهم، به‌طور مستقیم و غیر مستقیم از روابط اجتماعی استفاده می‌کنند. رابرت پوتنام نظر مثبت تری دارد اگرچه در ابتدا وی با احتیاط از این واژه به عنوان یک عبارت خنثی استفاده می‌کند: “این که نتایج تقسیم شده قابل ستایش هستند البته مسئله دیگری است“. با این وجود، او در بررسی جامعه آمریکا سعی دارد سرمایه اجتماعی را به عنوان تولیدکننده «مشارکت مدنی» و معیاری کلی برای سلامت اجتماعی معرفی کند. به علاوه، وی با تمرکز بر هنجارها و اعتماد به عنوان تولیدکنندگان سرمایه اجتماعی، آن را از منبعی دردست افراد به خاصیتی از فعالیت‌های گروهی و عاملی در انحصار شبکه‌ها تبدیل می‌کند.
مهیار عارفی ایجاد وفاق را نشانه مستقیم سرمایه اجتماعی می‌داند. در اینجا وفاق به معنی «منافع مشترک» و توافق مابین عاملان و افراد همسو در جهت تشویق فعالیت جمعی است؛ بنابراین فعالیت جمعی نشانه سرمایه اجتماعی هست.
ادواردز و فولی به عنوان ویراستارهای شماره ویژه‌ای از نشریه American Behavioral Scientist در مقاله «سرمایه اجتماعی، جامعه مدنی و دموکراسی در عصر حاضر»، دو مطلب کلیدی را مطرح می‌کنند: اول اینکه سرمایه اجتماعی به‌طور مساوی در اختیار همه نیست، همان‌طور که سایر انواع سرمایه نیز به‌طور یکسان در اختیار مردم نیستند. انزوای جغرافیایی و اجتماعی مانع دستیابی به این منبع می‌شوند. دوم اینکه ارزش یک منبع سرمایه اجتماعی به‌طور قابل توجهی وابسته به موقعیت اجتماعی- اقتصادی منبع نسبت به جامعه است. ورای این‌ها، پورتس چهار پیامد منفی سرمایه اجتماعی را برشمرده است: محرومیت بیگانگان، توقعات بیش از حد از افراد گروه، محدودیت آزادی فردی و هنجارهای محدود نگهدارنده. در اینجا لازم است ذکر شود که بین سرمایه اجتماعی «درون گروهی» و «پیوندی» باید تمایز قائل شد. در حال حاضر هیچ تحقیقی در زمینه نتایج منفی نوع پیوندی هنگامی که در تعادل با مقدم خود یعنی نوع درون گروهی باشد، وجود ندارد.. !
در نهایت، سرمایه اجتماعی در اغلب موارد با موفقیت دموکراسی و مشارکت سیاسی ارتباط داده می‌شود. در بررسی جامعه آمریکا، رابرت پوتنام در مقاله خود، بولینگ یک‌نفره، معتقد است سرمایه اجتماعی با کاهش اخیر مشارکت سیاسی در ارتباط است.

## تعاریف، اشکال و معیار سنجش
سرمایه اجتماعی بر چند تعریف، تفسیر و کاربرد مختلف استوار است. دیوید هالپرن بیان می‌دارد که محبوبیت سرمایه اجتماعی برای سیاست گذاران به علت حالت دوگانه این مفهوم می‌باشد که خود ناشی از “روح قوی اقتصادی آن در بیان اهمیت گروه‌هاً است. محبوبیت این مفهوم برای محققان تا حدودی به علت طیف وسیع نتایجی است که سرمایه اجتماعی می‌تواند توجیه کند. تعدد کاربردها منجر به تعدد تعاریف شده است. سرمایه اجتماعی به دفعات برای تشریح عملکرد مدیریتی برتر، بهبود بازدهی گروه‌های دارای اعمال مختلف ارزش حاصل از پیمان‌های مصلحتی و تقویت روابط زنجیره عرضه به کار گرفته شده است.
تلاش‌های آغازین برای تعریف سرمایه اجتماعی بر میزان استفاده از آن به عنوان منبعی در اختیار نفع عمومی یا افراد تأکید داشتند. پوتنام می‌گوید سرمایه اجتماعی می‌تواند موجب تقویت همکاری و به‌طور هم‌زمان گسترش روابط حمایتی دو جانبه در اجتماعات و ملت‌ها شود و بنابراین می‌تواند ابزاری ارزشمند برای مبارزه با بسیاری از نارسایی‌های اجتماعی در جوامع مدرن، همچون جرائم، که جزء جدایی ناپذیر آن‌ها هستند، باشد. برخلاف کسانی که بر منافع عمومی ناشی از شبکه روابط اجتماعی تأکید دارند، اوزی و دانلپ سرمایه اجتماعی را ابزاری برای دستیابی به اطلاعات، تخصص و قدرت بیشتر می‌دانند. بر این اساس، افراد می‌توانند به جای استفاده از سرمایه اجتماعی در جهت نفع سازمان، از آن برای پیشرفت شغلی خود استفاده کنند.
در کتاب «اشکال سرمایه» پیر بوردیو بین سه نوع سرمایه تمایز قائل می‌شود: سرمایه اقتصادی، سرمایه فرهنگی و سرمایه اجتماعی. او سرمایه اجتماعی را چنین تعریف می‌کند: «مجموعه منابع حقیقی یا بالقوه مرتبط با مالکیت شبکه پایداری از روابط کم و بیش نهادینه شده بر اساس آشنایی و پذیرش متقابل». نگاه او به این مفهوم، نگاهی ابزاری است و مبتنی بر سود مالکان سرمایه اجتماعی و «ایجاد هدفمند روابط اجتماعی با قصد خلق این منبع» می‌باشد.
جیمز کلمن سرمایه اجتماعی را از دیدگاه عملی این گونه تعریف می‌کند: «تنوعی از موجودات با دو عنصر مشترک: همه آن‌ها بخشی از ساختارهای اجتماعی را شامل می‌شوند، و بعضی از فعالیت‌های عاملان را… در آن ساختار تسهیل می‌کنند» - یعنی سرمایه اجتماعی هر آن چیزی که ناشی از شبکه روابط، اعتماد، حس عمل متقابل و هنجارهای اجتماعی مناسب جهت تسهیل فعالیت فردی یا اجتماعی است. . از نظر کلمن، سرمایه اجتماعی یک منبع خنثی است که هر نوع عملی را تسهیل می‌کند، اما اینکه جامعه از آن نفع می‌برد یا خیر کاملاً وابسته به کاربرد آن در یک موقعیت خاص می‌باشد.
بر اساس گفته رابرت پوتنام، سرمایه اجتماعی «به ارزش جمعی همه شبکه‌های اجتماعی و تمایلات ناشی از این شبکه‌ها برای کمک به یکدیگر اشاره دارد». بر اساس نظر او و پیروانش، سرمایه اجتماعی عنصری کلیدی در بنا و برقراری دموکراسی است. پوتنام می‌گوید: «که سرمایه اجتماعی در آمریکا در حال کاهش است. این نتیجه‌گیری بر اساس کاهش سطح اعتماد به دولت و کاهش مشارکت مدنی به دست آمده است» همچنین وی معتقد است: «که تلویزیون و پراکندگی شهری باعث شده‌اند که جامعه آمریکا جامعه‌ای بسیارغیر منسجم باشد.» پوتنام می‌گوید: «سرمایه اجتماعی را می‌توان با بررسی میزان اعتماد و حس عمل متقابل در یک اجتماع یا بین مردم سنجید».
تعریف نان لین از سرمایه اجتماعی جنبه فردی بیشتری دارد: «سرمایه‌گذاری در روابط اجتماعی با نیت بازگشت سود در عرصه داد و ستد». این تعریف تا حدودی در بر گیرنده نظرات دیگران همچون بوردیو، فلپ و اریکسون است.
فرانسیس فوکویاما در مقاله «سرمایه اجتماعی و توسعه: دستور کار آینده» اشاره دارد که توافقی بر تعریف سرمایه اجتماعی وجود ندارد، وی این مفهوم را این‌گونه تفسیر می‌کند: سرمایه اجتماعی «هنجارها یا ارزشهای به اشتراک گذاشته شده است که موجب تقویت همکاری اجتماعی بر اساس روابط اجتماعی واقعی می‌شود». وی از این تعریف در مقاله خود به وفور استفاده کرده است. وی بیان می‌دارد که سرمایه اجتماعی پیشنیازی ضروری برای توسعه موفق است، اما برقراری نیرومند قانون و نهادهای زیربنایی سیاسی برای ساختن سرمایه اجتماعی ضروری هستند. وی معتقد است دموکراسی و رشد اقتصادی نیرومند، نیازمند سرمایه اجتماعی توانمند هستند. باندبازی یکی از مشکلات اساسی اعتماد است زیرا که تقویت‌کننده یک نظام اخلاقی دوگانه است که در آن فرد مجبور است جانب اعضاء خانواده خود را بگیرد. فوکویاما معتقد است که سرمایه اجتماعی پیوندی (عبارتی که پوتنام در بولینگ یکنفره معرفی کرده است) برای سرمایه اجتماعی نیرومند ضروری است چون که وسعت یافتن سطح اعتماد، دایره روابط را به ورای هر مرز و محدودیتی گسترش خواهد داد و نقش بنیادی در بنای سازمان خواهد داشت. اگرچه وی در مقاله اش به بسیاری از مسائل و مشکلات و راه حل‌های احتمالی آن‌ها اشاره دارد، اما در عین حال اعتراف می‌کند که هنوز راهی طولانی برای ایجاد سرمایه اجتماعی نیرومند در پیش است.
بنیاد سرمایه اجتماعی پیشنهاد می‌کند که این مفهوم نباید با اشکال ظاهری آن اشتباه گرفته شود. در حالی که به‌طور مثال درک ما از سرمایه اجتماعی اغلب شبکه‌هایی است که شخص در اختیار دارد و ممکن است از جهت برقراری روابط اجتماعی از آن‌ها استفاده کند، این مفهوم بیشتر به معنی تمایل برای ایجاد، برقراری و توسعه چنین شبکه‌هایی است که سرمایه اجتماعی واقعی را شامل می‌شوند. به‌طور مشابه، مشارکت مدنی یکی از نمودهای سرمایه اجتماعی اما نه خود آن است. در این تعریف، سرمایه اجتماعی تمایل ذهنی جمعی نزدیک به آراء جمع می‌باشد.
ناهاپیت و گوشال در تحقیقات خود پیرامون نقش سرمایه اجتماعی در ایجاد سرمایه معنوی، پیشنهاد می‌کنند که سرمایه اجتماعی در سه بخش باید موردتوجه قرار بگیرد: ساختاری، ارتباطی وشناختی. کارلوس گارسیا تیمون می‌گوید ابعاد ساختاری سرمایه اجتماعی مرتبط با توانایی فرد در برقراری پیوندهای ضعیف و قوی با دیگران در یک سیستم است. این بعد اساساً مربوط به منافع حاصل از ساختار شبکه‌های فردی و جمعی شخص عامل است. تفاوت بین پیوندهای ضعیف و قوی را گرانووترتشریح کرده است بعد ارتباطی بر خصوصیات رابطه بین افراد تمرکز دارد. این بعد را به بهترین نحو با میزان اعتماد، همکاری و کسب هویت فردی در یک شبکه می‌توان تشریح کرد. هزلتون و کنان بعد سوم، یعنی ارتباطات راهم افزوده‌اند. ارتباطات در ترکیب با سرمایه اجتماعی برای دسترسی به اطلاعات، یافتن مشکلات و راه حل آن‌ها و مدیریت اختلافات ضروری است. بویسوت
وبولندوتنکاسی معتقدهستند ارتباط معنی دار نیازمند حداقلی از زمینه‌های مشترک ما بین افراد دخیل در تبادل اطلاعات است. و سرانجام، بعد شناختی راجع به درک و معانی مشترکی است که افراد و گروه‌ها از یکدیگر دارند. از مفاهیم شبکه محور نیز جهت تشریح سرمایه اجتماعی گروه‌ها (همچون سازمان‌ها و بخش‌های تجاری) می‌توان استفاده کرد.
سرمایه نمادین اجتماعی: سرمایه نمادین اجتماعی آن دسته از سرمایه اجتماعی محسوب می‌شود که در میان مردم از احترام و منزلت بالایی برخوردار می‌باشد و به عنوان نماد از سوی جامعه محسوب می‌شود، مانند عضویت و همکاری و مشارکت و ارتباط با اشخاص و گروه‌هایی که مردم آن را به عنوان نماد به‌شمار می‌آورند و برای فرد منزلت و احترام به همراه دارد. البته باید به این نکته اشاره نمود که سرمایه نمادین اجتماعی به معنای داشتن سرمایه اجتماعی بیشتر نمی‌باشد و گاهی خلاف آن نیز صدق می‌کند، یعنی شاید در برخی مناطق و میان افراد خاصی، زندگی بدون رفت‌وآمد و ساده به عنوان سرمایه نمادین اجتماعی دارای ارزش و احترام باشد ولی در کل باید چنین بیان نمود، که سرمایه نمادین اجتماعی، هر گونه از سرمایه اجتماعی محسوب می‌شود که به عنوان نماد و سمبل و پرستیژ استفاده می‌شود و دارنده آن از جانب مردم مورد احترام قرار می‌گیرد

## ریشه‌ها

### مشکلات تعریف
عبارت «سرمایه» در مقایسه با سایر اشکال سرمایه اقتصادی استفاده می‌شود زیرا گفته می‌شود سرمایه اجتماعی منافعی مشابه سایر اشکال سرمایه دارد (اگرچه مانند آن‌ها قابل اندازه‌گیری نیست). اما این قیاس تا حدودی گمراه‌کننده است. بر خلاف اشکال مرسوم سرمایه، سرمایه اجتماعی با مصرف نقصان نمی‌یابد. بر عکس در واقع با استفاده نکردن، کاهش می‌یابد. (“استفاده کن یا از دست بده “). بر این اساس، این مفهوم مشابهتی با عبارت معروف و شناخته شده سرمایه انسانی در مبحث اقتصاد دارد.
به علاوه، سرمایه اجتماعی متمایز از تئوری اقتصادی سرمایه‌داری اجتماعی است. این تئوری، بحث تمایز کامل سوسیالیسم و سرمایه‌داری را به چالش می‌کشد. در سرمایه‌داری اجتماعی فرض بر این است که پشتیبانی اجتماعی از فقرا، تولید سرمایه را افزایش می‌دهد. با کاهش فقر، مشارکت در بازار سرمایه گسترش می‌یابد.

### زیرگونه‌ها
رابرت پوتنام، دانشمند علوم سیاسی در هاروارد، در مطالعه راه گشای خود «بولینگ یک‌نفره: فروپاشی و احیای جامعه آمریکاً در سال ۲۰۰۰ می‌نویسد: “توصیه هنری وارد بیچر در یک قرن پیش یعنی “گردشهای دسته جمعی را زیاد کنید!” حتی امروزه هم چندان بی ربط نیست. ما باید چنین رویه‌ای را پیش بگیریم نه صرفاً به خاطر آمریکا - اگرچه آن هم بی نصیب نخواهد ماند - بلکه به خاطر اینکه این کار به نفع خودمان است». منظور پوتنام از این بحث این نیست که ما باید شبکه‌های اجتماعی و تعاملات مدنی را که خود از قبل پایدار بوده‌اند، گسترش دهیم. وی در مطالعات خود بر پنجاه سال اخیر جامعه آمریکا، متوجه روند نزولی در سرمایه اجتماعی شده است که می‌تواند عواقب وخیمی برای آن جامعه داشته باشد.
پوتنام از دو جزء اساسی این مفهوم سخن به میان آورده است. سرمایه اجتماعی درون گروهی و سرمایه اجتماعی پیوندی که البته وی راس گیتل و آویس ویدال را بنیان‌گذار این تعاریف می‌داند. نوع درون گروهی برای بیان ارزش شبکه‌های اجتماعی همگن و نوع پیوندی برای شبکه‌های ناهمگن استفاده می‌شود. به عنوان نمونه، باندهای تبهکاری سرمایه اجتماعی درون گروهی ایجاد می‌کنند در حالی‌که گروه‌های کر و باشگاه‌های بولینگ (که پوتنام عنوان کتابش را از آن‌ها اقتباس کرده است و معتقد است در حال کاهش هستند) نوع پیوندی ایجاد می‌کنند. چنین ادعا می‌شود که سرمایه اجتماعی پیوندی می‌تواند منافع متعددی برای جوامع، دولتها، اشخاص و گروه‌ها داشته باشد. پوتنام علاقه خاصی دارد که یادآور شود عضو شدن در یک سازمان، احتمال مرگ افراد در سال بعد از عضویت را به نصف کاهش می‌دهد.
تمایز این دو نوع به ما قدرت بیشتری در درک اثرات احتمالی منفی سرمایه اجتماعی بر کل جامعه می‌دهد (اگرچه همواره دارایی ارزشمندی برای افراد و گروه‌ها به حساب می‌آید). شبکه‌های افقی شهروندان و گروه‌ها که موجب افزایش بهره‌وری اجتماع و همبستگی هستند، به عنوان سرمایه اجتماعی مثبت تلقی می‌شوند، در حالی‌که باندهای انحصارگرای خودمحور و ساختارهای لابی طبقاتی را که در خلاف منافع جمعی عمل می‌کنند، می‌توان سرمایه اجتماعی منفی و از معضلات جامعه نامید.
بنابر یک بررسی، سرمایه اجتماعی اینترنتی گسترش یافته از طریق شبکه‌های اجتماعی همانند فیسبوک و مای اسپیس ظاهراً از نوع پیوندی است اگرچه سرمایه اجتماعی مجازی عرصه جدیدی از تحقیق به‌شمارمی‌آید.

### روش‌های اندازه‌گیری
توافق گسترده‌ای بر نحوه اندازه‌گیری سرمایه اجتماعی وجود ندارد و این خود به موضوعی برای بحث تبدیل شده است: چرا باید چیزی را که قابل اندازه‌گیری نیست سرمایه نامید؟ در حالیکه معمولاً به‌طور حسی می‌توان سطح/میزان سرمایه اجتماعی را در یک رابطه خاص (سوا از نوع و مقیاس) دریافت، اندازه‌گیری کمی نسبتاً پیچیده به نظر می‌آید. این مشکل منجر به ایجاد معیارهای مختلف برای عملکردهای مختلف شده است. برای اندازه‌گیری سرمایه اجتماعی سیاسی، متداول است که جمع کل اعضاء یک جامعه در گروه‌ها را به حساب آورند. گروه‌هایی با تعداد اعضاء بیشتر (مثل احزاب سیاسی) سهم بیشتری در میزان سرمایه اجتماعی نسبت به گروه‌های کوچک‌تر دارند، اگرچه گروه‌های کوچکتر (همچون اجتماعات) هم در کل نقش قابل توجهی را می‌توانند ایفا کنند. در عین حال که در نگاه اول به نظر می‌آید تعداد افراد جامعه سقف این میزان باشد، تعدد عضویت مردم در گروه‌های مختلف می‌تواند این محدودیت را بر طرف کند. در مطالعه‌ای که به نام پروژه Yankee City معروف شد، مشاهده شد که اجتماعی از ۱۷۰۰۰ نفر، در ۲۲۰۰۰ گروه عضو بودند.
سطح همبستگی در گروه نیز بر سرمایه اجتماعی اثر می‌گذارد. اگرچه هیچ روش کمی برای اندازه‌گیری سطح همبستگی وجود ندارد، در عوض مجموعه‌ای از مدل‌های شبکه‌های اجتماعی وجود دارد که طی ده‌ها سال محققین جهت کاربردی کردن سرمایه اجتماعی از آن‌ها استفاده کرده‌اند. یکی از روش‌های برتر، روش اندازه‌گیری قیود رونالد برت است که بر نقش استحکام پیوند و همبستگی گروه استوار است. یکی دیگر از مدل‌های شبکه محور، مدل سرایت پذیری شبکه می‌باشد.
ارتباط گروه با جامعه نیز از طریقی دیگر بر سرمایه اجتماعی اثر می‌گذارد. پیوندهای نیرومند درونی در بعضی موارد سرمایه اجتماعی ظاهری گروه را از دید عموم کاهش می‌دهد، از جمله در مواردی که گروه درگیر در بزهکاری، بی‌اعتمادی، تعصب، خشونت یا نفرت نسبت به دیگران باشد. کوکلاکس کلان و مافیا نمونه‌هایی از این نوع سازمان‌ها هستند.
سرمایه اجتماعی نه تنها رابطه افراد و اجتماع، بلکه رابطه آن‌ها و حیوانات همدم شان را نیز می‌سنجد. پوتنام در کتاب خود «بولینگ یک‌نفره» ادعا می‌کند که افزایش معاشرت با حیوانات دست آموز، پیوندهای اجتماعی را تقویت می‌کند. مراوده با دوستانی که حیوانات دست آموز دارند در پارک سگ‌ها در محله یا زمانی که «بهترین دوستتان» را به گردش می‌برید، می‌تواند شبکه‌ای از روابط پیوندی حول عامل مشترک داشتن جانور دست آموز ایجاد کند. در فصل «سرمایه اجتماعی در پارک سگ‌ها»، پوتنام از سگی به نام فیدو و صاحبش جین به عنوان مثالی از رابطه پیوندی بین جین و سگش سخن می‌گوید. تفاوت در نوع گونه جین و فیدو علت ایجاد نوع پیوندی سرمایه اجتماعی در مقابل نوع درون گروهی است و وجود چنین رابطه ویژه‌ای با جانور دست آموز نشان دهنده توانایی سرمایه اجتماعی در بهبود زندگی هر دو گونه انسان و جانور دست آموز است.
جامعه شناسان کارل ال بنکستون و مین ژو می‌گویند یکی از دلایل دشواری اندازه‌گیری سرمایه اجتماعی این است که این پدیده نه در سطح فردی ظهور می‌کند و نه در سطح جمعی، بلکه در مابین این سطوح و هنگامی که فرد در گروه مشارکت دارد مشاهده می‌شود. آن‌ها می‌گویند: بیان سرمایه اجتماعی به عنوان استعاره‌ای از سرمایه ممکن است گمراه‌کننده باشد زیرا بر خلاف سرمایه مالی که در دست افراد است، منافع انواع سازمان‌های اجتماعی نه در دست عاملان، بلکه ناشی از مشارکت آن‌ها در گروه‌هایی است که برای منفعت خاصی سازماندهی شده‌اند.

## سرمایه اجتماعی و جامعه مدنی
شماری از نویسندگان جامعه مدنی را به مجموعه انجمن‌ها و سازمان‌های داوطلبانه خارج از محدوده بازار و دولت تعریف می‌کنند. این تعریف قرابت زیادی با تعریف بخش سوم دارد که عبارت است از «سازمان‌های خصوصی که توسط گروه‌هایی از مردم شکل گرفته است و مدیریت می‌شوند به شکل داوطلبانه و بدون سود شخصی عمل کرده و هدفشان خیر رساندن به خودشان و دیگران است». بر طبق نظر نویسندگانی همچون والزر، الساندرینی، نیوتن، استال، و راچن، فولی و ادواردز و والترز، افراد از طریق جامعه مدنی یا به عبارت دقیق تر بخش سوم می‌توانند شبکه‌های ارتباطی ایجاد کنند و آن‌ها را پایدار نگهدارند. همچنین، این‌گونه انجمن‌های داوطلبانه هستند که با توسل به ساختاری غیررسمی و انعطاف‌پذیر، مردم را به هم ارتباط می‌دهند، اعتماد و عمل متقابل را گسترش می‌دهند و جامعه را با دیگر دوستی بدون اجبار استحکام می‌بخشند. «چنین گستره‌ای از فعالیت‌ها، خدمات و انجمن‌های ناشی از … جامعه مدنی» منابعی از سرمایه اجتماعی هستند.
اگر جامعه مدنی را مترادف با بخش سوم بدانیم، در آن صورت باید پرسید: سرمایه اجتماعی تا چه حد در ایجاد جامعه مدنی سهیم است؟ یا، جامعه مدنی تا چه حد در تولید سرمایه اجتماعی دخیل است؟ علاوه بر مؤلفین یادشده که در مورد نقش جامعه مدنی به عنوان منبع تولید سرمایه اجتماعی بحث کرده‌اند، لیونز نیز در کتاب خود «بخش سوم» می‌گوید: «سرمایه اجتماعی به هیچ عنوان عامل فعالسازی یا محرک رشد بخش سوم به حساب نمی‌آید.» به علاوه، اونیکس توضیح می‌دهد که: «چگونه سرمایه اجتماعی به اجتماعی از قبل فعال وابسته است.»
با این وجود، تعریف صحیح تر جامعه مدنی چیزی متفاوت اما نه کاملاً متمایز از بخش سوم است. لیونز دیدگاهی نسبتاً مارکسیستی در این مورد دارد و می‌گوید: جامعه مدنی «جایی است برای روابط آزاد، جایی که مردم می‌توانند با یکدیگر ملاقات کرده و گروه‌هایی را برای دنبال کردن علاقه‌مندی‌هایشان، بیان ارزش‌هایشان و همچنین کمک به دیگران تشکیل دهند.» این فضا «محیطی است پرشور، مملو از مباحثاتی پیرامون مسائل بسیار مهم شهروندان». این تعریف به‌طور ضمنی بر «اجزاء روشنفکری تعریف جامعه مدنی» از جمله شرافت، احترام، حسن رفتار و محبت به همنوع دلالت دارد.
این ایده که خلق سرمایه اجتماعی (خلق شبکه‌ها) جامعه مدنی را تقویت خواهد کرد، زیربنای سیاست اجتماعی کنونی استرالیا در جهت پیوند دادن شکاف‌های اجتماعی است که روز به روز عمیق‌تر می‌شوند. هدف از این برنامه تجدید پیوند با کسانی است که در اثر سیستم اقتصادی به حاشیه رانده شده و از مزایای آن محروم مانده‌اند تا دوباره به اجتماع بازگردند. اما بنابر گفته اونیکس، در عین حال که در صورت ظاهر هدف برقراری پیوند بوده است، در عمل نتیجه انحصار و محرومیت بیشتر بوده است.
فولی و ادواردز معتقد هستند” نظام‌های سیاسی… نقشی بسیار تأثیرگذار در شکل‌دهی خصوصیات جامعه مدنی و چگونگی کاربرد سرمایه اجتماعی (در هر سطح و میزانی که باشد) دارند”. الساندرینی با این مطلب موافق است و می‌گوید «در استرالیا بالأخص، نئولیبرالیسم که به شکل خردگرایی اقتصادی درآمده، از دید بسیاری از نظریه پردازان و منتقدان، به علت نوع کاربردهای سرمایه اجتماعی در کل به عنوان خطری برای جامعه تلقی شده است».
افزایش علاقه به سرمایه اجتماعی و درمان مشکلات اجتماعی کنونی، مستقیماً بر این فرض استوار است که چنین مشکلاتی ریشه در تضعیف جامعه مدنی دارند. با این وجود، در این دیدگاه، نظر بسیاری از کارشناسان که معتقد هستند سرمایه اجتماعی منجر به انحصار به جای تقویت جامعه مدنی می‌شود، نادید گرفته شده است. در توسعه بین‌الملل، بن فاین و جان هریس، مخالف پذیرش سرمایه اجتماعی نادرست به عنوان درمانی برای بی عدالتی ناشی از توسعه اقتصادی نئولیبرال هستند (در این تفسیر، نقش سرمایه اجتماعی تقویت جامعه مدنی و سازمان‌های غیردولتی به عنوان عوامل توسعه در نظر گرفته شده است) که این یک تناقض با نقش مؤسسات دولتی در تقویت سرمایه اجتماعی است.
به نظر می‌آید فزونی سرمایه اجتماعی کم و بیش شرط لازم لیبرال دموکراسی مدرن باشد. سطح پایین سرمایه اجتماعی منجر به نظام‌های سیاسی غیر منعطف و غیر مسؤول و همچنین سطح بالایی از فساد در نظام سیاسی و به‌طور کلی در منطقه می‌شود. مؤسسات عمومی رسمی برای فعالیت درست به سرمایه اجتماعی نیاز دارند، و هرچند فزونی سرمایه اجتماعی می‌تواند منجر به تغییرات شدید و مقررات سخت گیرانه شود، زیادی آن از کمبودش بهتر می‌باشد.
کتلین دولی و برایان سیلور در مقاله خود با عنوان «سرمایه اجتماعی، قومیت و حمایت از دموکراسی در کشورهای بعد از کمونیسم» بنا بر یافته‌های خود بیان داشته‌اند که در چنین کشورهایی میزان سرمایه اجتماعی معادل میزان دموکراسی نیست، اگرچه سرمایه اجتماعی ، منتهی به حمایت بیشتر از دموکراسی می‌شود.
گروهی از روشنفکران در کشورهای در حال توسعه متذکر شده‌اند که سرمایه اجتماعی و جامعه مدنی در کنار هم نقش مهمی در اشکال جدید امپریالیسم دارند. در این اشکال که مبتنی بر اعطا کنندگان و سازمانهای غیردولتی هستند، فقرا مقصر وضعیتشان معرفی می‌شوند.
سرمایه اجتماعی ارتباط مفهومی نزدیکی، با گوانشی جامعه‌شناسی چینی دارد.
یکی از تلاش‌های جالب برای اندازه‌گیری سرمایه اجتماعی توسط Corporate Alliance در بخش انگلیسی زبان بازار ایالات متحده آمریکا و Xentrum به مدد اتاق بازرگانی آمریکای لاتین در یوتا بر جمعیت اسپانیایی زبان هر کشور انجام شده و شامل کمیت، کیفیت، و استحکام سرمایه اجتماعی فردی است.
به کمک نرم‌افزارها و شبکه‌های ارتباطی اینترنتی همچون LinkedIn، انتظار می‌رود چنین سازمان‌هایی خدماتی را برای ثبت آمار روابط و جلسات به اعضاء خود ارائه دهند و با استفاده از دینامیک گروه‌ها، پناهگاه‌های اجرایی، رویدادهایی شبکه‌ای و همچنین آموزش روش‌های دسترسی به حلقه افراد پرنفوذ، آن‌ها را در استحکام روابطشان یاری رسانند.

## سرمایه اجتماعی و مشارکت زنان در سیاست
عوامل زیادی در جذب آراء به صندوق‌های رأی تأثیر می‌گذارند، از جمله آموزش، اشتغال، مهارت‌های مدنی و زمان. از مطالعه این عوامل اغلب چنین برآورد می‌شود که زنان به اندازه مردان در رأی‌گیری شرکت نمی‌کنند. اما اختلاف بین مردان و زنان در این زمینه در حال کاهش است و حتی در بعضی موارد زنان بر سر صندوق رأی از مردان پیشی می‌گیرند. از مطالعات جدید چنین بدست آمده است که سرمایه اجتماعی می‌تواند توجیه‌کننده این تحول باشد.
سرمایه اجتماعی گنجینه‌ای از منابع و شبکه‌ها را برای تسهیل مشارکت سیاسی فراهم می‌کند. زمانی که سرمایه اجتماعی به آسانی در دسترس باشد، بدون توجه به نوع اجتماع، می‌توان صف‌های مشارکت سیاسی (یعنی آموزش، اشتغال، مهارت‌های مدنی و غیره) را برهم زد.
زنان روش‌های منحصربه‌فردی برای سازماندهی دارند. این تفاوت‌ها در مقابل مردان، سرمایه اجتماعی را برای مخاطبان زن تا حد بیشتری جذاب و تأثیرگذار کرده است و در نتیجه نقش زنان را در مشارکت سیاسی پررنگ تر می‌کند. به عنوان مثال تعدای از این مشخصه‌ها عبارت هستند از:
- شبکه‌های رسمی و غیررسمی زنان که به امور مراقبتی توجه دارند، اغلب غیر سیاسی به‌شمار می‌آیند.
- احتمال مشارکت زنان در امور سیاسی و جنبش‌های اجتماعی محلی نسبت به محافل سنتی بحث راجع به امور سیاسی ملی بیشتر است.
- احتمال اینکه زنان خود را در ساختارهای بدون رده‌بندی سازماندهی قرار دهند و وفاق ایجاد نمایند بیشتر است.
```
اغلب غیررسمی سرمایه اجتماعی زنان به آن‌ها اجازه می‌دهد تا بدون تطبیق با استانداردهای مردانه، محیط‌های غیر سیاسی را سیاسی کنند و بنابراین چنین فعالیت‌هایی را مخفی نگه دارند. تشخیص این تفاوت‌ها در مبحث مشارکت سیاسی دشوار است و این ممکن است توجیه کند که چرا تا چندی پیش سرمایه اجتماعی ابزاری برای مشارکت سیاسی زنان به حساب نمی‌آمد.
[
۳۹
]
```

## سرمایه اجتماعی و سلامتی
تحقیقات رو به رشد پیرامون سلامتی نشان می‌دهد که وجود سرمایه اجتماعی در شبکه‌های اجتماعی و اجتماعات، حافظ سلامتی است. افرادی که در شبکه یا اجتماعی غنی از حمایت، اعتماد عمومی، اطلاعات و هنجارها زندگی می‌کنند منابعی در اختیار دارند که بر سلامت آن‌ها اثر مثبت می‌گذارد. به‌طور مثال، یک بیمار سرطانی می‌تواند بدین طریق اطلاعات، پول یا حمایت روانی را که برای درمان و بهبود نیاز دارد بدست آورد.
سرمایه اجتماعی مشوق اعتماد عمومی و عضویت در گروه‌ها نیز هست. این عوامل می‌توانند افراد را از رفتارهایی همچون کشیدن سیگار و می‌گساری که برای سلامتی مضر هستند بر حذر دارند.
از طرف دیگر سرمایه اجتماعی می‌تواند مضر سلامتی هم باشد. اگرچه مطالعات معدودی در زمینه ارزیابی سرمایه اجتماعی در اجتماعات تبهکاران انجام شده است، اما از همین اطلاعات محدود چنین برداشت می‌شود که سرمایه اجتماعی اثر منفی در اجتماعات درهم شکسته دارد. همنشین‌های منحرف به کمک تعاریف مطلوبشان و فرصتهایی برای یادگیری که هنجارهای شبکه فراهم می‌کنند، مشوق رفتارهای انحرافی هستند. اگرچه در همان اجتماع، اصلاح هنجارها و جایگزینی همنشینان منحرف با نمونه‌های مثبت می‌تواند مفید باشد.

## سرمایه اجتماعی و اینترنت
همانند مشاهده اخبار و آگاه شدن از آخرین وقایع، استفاده از اینترنت می‌تواند بر سرمایه اجتماعی هم اثر مثبت داشته باشد. رشد سریع سایت‌های شبکه‌های اجتماعی همچون فیسبوک و مای اسپیس نشان دهنده این است که کاربران در حال ایجاد شبکه‌ای مجازی از هر دو نوع سرمایه اجتماعی درون گروهی و پیوندی هستند. بر خلاف روابط رو در رو، به کمک اینترنت، افراد می‌توانند به صورت هدفمند با وضع پارامترهایی ویژه به صورت آنی به یکدیگر متصل شوند. این بدین معنی است که افراد به صورت انتخابی بر اساس منافع و پیشینه‌های کاملاً معین می‌توانند با هم ارتباط برقرار کنند.
فیسبوک در حال حاضر محبوبترین شبکه اجتماعی اینترنتی است و مزایای فراوانی برای کاربرانش دارد، از جمله اینکه همچون یک تسهیل‌کننده اجتماعی به افرادی که در ایجاد و برقراری پیوندهای قوی یا ضعیف با دیگران دچار مشکل هستند، خدمت می‌کند.
اگرچه بحث در این مورد همچنان ادامه دارد، شواهد به خوبی نشان می‌دهند که ارتباط مثبتی بین سرمایه اجتماعی و اینترنت وجود دارد. منتقدان اجتماعات مجازی معتقدند اینترنت پیوندهای قوی ما را با «پیوندهای ضعیف» آنلاین
یا ارتباطات پوشالی با خود تکنولوژی جایگزین کرده است. برخی دیگر از این واهمه دارند که اینترنت جهانی از علاقه افراطی مشابهت ایجاد کند که در آن توانایی ارتباط با اجتماع تا حد محدود کردن مراودات با افراد مشابه از نظر ایدئولوژی، نژاد یا جنسیت نزول کند. پاره‌ای از تحقیقات نشان می‌دهد که مراوداتی که با کمک تکنولوژی شکل می‌گیرند رابطه منفی با سرمایه اجتماعی دارند زیرا که زمان صرف شده برای روابط اجتماعی فیزیکی رو در رو را به خود اختصاص می‌دهند. با این وجود، در تحقیقات به عمل آمده توافق بر این است که هرچه مردم بیشتر آنلاین هستند، روابط فردی بیشتری داشته و بنابراین نقش مثبت در تقویت سرمایه اجتماعی دارند.

## سرمایه اجتماعی و آموزش
کلمن و هافر اطلاعات کمی از ۲۸۰۰۰ دانش آموز در مجموع ۱۰۱۵ دبیرستان دولتی، کاتولیک و خصوصی در آمریکا در طول دوره هفت ساله بین ۱۹۸۰ و ۱۹۸۷ جمع‌آوری کرده‌اند. از این تحقیق طولی چنین نتیجه‌گیری شده است که سرمایه اجتماعی در خانواده دانش آموزان و اجتماعاتشان منجر به کاهش تعداد موارد ترک تحصیل در مدارس کاتولیک نسبت به نرخ بالای آن در مدارس دولتی شده است.
تیچمن و همکاران شاخص ساختار خانواده را که توسط کلمن پیشنهاد شده بود، بسط داده‌اند. آن‌ها کلمن را به علت استفاده صرف از تعداد والدین حاضر در خانواده و صرفنظر از ابعاد نامشهود مسئله همچون وجود والدین ناتنی و انواع مختلف خانواده‌های تک والد مورد نقد قرار داده‌اند. علاوه بر عامل حضور والدین تنی یا ناتنی، آن‌ها جزئیات بیشتری همچون نوع خانواده‌های تک والد (فقط پدر یا مادر، ازدواج نکرده و غیره) را هم در تحلیل خود به حساب آورده‌اند. به علاوه آن‌ها تحقیقاتی را هم در زمینه اندازه‌گیری سطح روابط والد - فرزند به کمک شاخص تعداد دفعاتی که آن‌ها در مورد مسائل مربوط به مدرسه، بحث می‌کنند، انجام داده‌اند.
مورگان و سورنسن مستقیماً از کلمن به علت ارائه نکردن علت دقیق عملکرد بهتر مدارس کاتولیک روی آزمون‌های موفقیت استاندارد انتقاد دارند. با توجه به عملکرد دانش آموزان در مدارس کاتولیک به عنوان مدارس هنجارگرا و مدارس دولتی به عنوان مدارس افق گستر، آن‌ها دو مدل برای تحلیل اثر سرمایه اجتماعی در یادگیری ریاضیات پیشنهاد کرده‌اند. آن‌ها مشاهده کرده‌اند که در حالیکه سرمایه اجتماعی می‌تواند با حفظ و پایداری یک اجتماع فراگیر و فعال منجر به آثار مثبت در مدارس هنجارگرا شود، در عین حال می‌تواند عواقب منفی نیز داشته باشد: نظارت بیش از حد، سرکوب خلاقیت و موفقیت‌های استثنایی از جمله این موارد هستند. اما از طرف دیگر، در مدارس افق گستر، محدودیت اجتماعی، عواقب منفی در یادگیری ریاضیات داشته است. این مدارس نوع متفاوتی از سرمایه اجتماعی را در قالب فرصت‌های حاصل از شبکه گسترده ای از روابط اجتماعی بین والدین و سایر افراد بالغ تجربه می‌کنند. نتیجه این که یادگیری در سطح بهتری نسبت به مدارس کاتولیک هنجارگرا صورت می‌گیرد. به‌طور خلاصه مطالعات مورگان و سورنسن نشان می‌دهد که سرمایه اجتماعی وابسته به محیط است. ممکن است یک نوع از سرمایه اجتماعی در یک محیط خاص نقش مثبت داشته باشد ولی لزوماً در شرایط دیگر موفق نخواهد بود.
سمپسون و همکاران در مقاله خود با عنوان «فراتر از سرمایه اجتماعی، دینامیک فضایی بازدهی جمعی برای کودکان» بر ابعاد هنجارگرا یا هدف گرای سرمایه اجتماعی تأکید دارند. آن‌ها مدعی هستند که «منابع و شبکه‌ها (به‌طور مثال، انجمن‌های داوطلبانه، پیوندهای دوستانه، چگالی سازمانی) به تنهایی خنثی هستند. آن‌ها ممکن است برای کسب اثرات مورد نظر مفید باشند یا نباشند».
مرجوریبنک و کواک به کمک سرمایه اجتماعی به عنوان ابزار اصلی تحقیق، مطالعاتی را در مدارس راهنمایی هنگ کنگ روی ۳۸۷ دانش آموز ۱۴ ساله با هدف بررسی اختلاف بین موفقیت تحصیلی دختران و پسران انجام داده‌اند. در این تحقیق اثبات شده است که سرمایه اجتماعی تأثیراتی متفاوت بر دو جنس مختلف دارد. هی هانگ هیس تانگ در پایان‌نامه خود با عنوان “دانش آموزان تازه‌وارد در هنگ کنگ: تطبیق و موفقیت تحصیلی ” می‌گوید فرایند تطبیق به معنی فعالسازی و انباشت سرمایه‌های (فرهنگی و اجتماعی) است. نتایج تحقیق نشان می‌دهند که شبکه‌های حمایتی عامل متمایزکننده راه‌های مختلف تطبیق هستند. شبکه‌های حمایتی، به عنوان شکلی از سرمایه اجتماعی، شرط لازم برای فعالسازی سرمایه فرهنگی دانش آموزان تازه‌وارد هستند. میزان سرمایه انباشته شده نیز بستگی به میزان پیشرفت در فرایند تطبیق دارد.
مین ژو و کارل ال بنکستون در بررسی جمع ویتنامی‌های مقیم نیواورلئان دریافتند که حفظ ارزش‌های سنتی، مهاجران را در برقراری پیوند و حفظ اتحاد در اجتماع قومی یاری می‌رساند. اتحاد قومی به خصوص زمانی مهم است که مهاجران به تازگی به جامعه میزبان وارد شده‌اند. ژو در مقاله خود “سرمایه اجتماعی در محله چینی هاً آثار روابط محسوس اجتماعی را بر فرایند تطبیق چینی - آمریکایی‌های جوان در اجتماع، در خانواده مهاجران و ما بین نسل جوان مورد بررسی قرار داده است. محله چینی‌ها به عنوان مبنای سرمایه اجتماعی، اسکان کودکان مهاجر را در جهات مطلوب تسهیل می‌کند. حمایت قومی محرک موفقیت تحصیلی است. علاوه بر این، حفظ زبان مادری نیز نوعی سرمایه اجتماعی ایجاد می‌کندکه نقش مثبتی در موفقیت تحصیلی دارد. استانتون-سالازار و دورن بوش دریافته‌اند که دانش آموزان دو زبانه شانس بیشتری برای کسب حمایت‌های نهادی مورد نیاز برای بهبود وضعیت تحصیل و زندگی دارند.
پوتنام در کتاب خود «بولینگ یک‌نفره» متذکر شده است «رشد کودک به شدت تحت تأثیر سرمایه اجتماعی است» و ادامه می‌دهد «حضور سرمایه اجتماعی با نتایج مثبت متعددی خصوصاً در امر آموزش مرتبط دانسته شده است». بر طبق نظر وی در این کتاب، این نتایج مثبت حاصل سرمایه اجتماعی والدین در اجتماع هستند. در ایالاتی که سطح سرمایه اجتماعی بالاتر است، موفقیت تحصیلی نیز بیشتر است. وجه مشترک این ایالات در این است که در آن‌ها والدین مشارکت بیشتری در امر تحصیل فرزندان خود دارند. هر جا که والدین مشارکت بیشتری در فرایند آموزش فرزندان داشته‌اند، معلمان موارد کمتری از بدرفتاری همچون حمل سلاح در مدرسه، درگیری فیزیکی، فرار از مدرسه و به‌طور کلی بی‌تفاوتی نسبت به تحصیل گزارش کرده‌اند. با استناد به دیدگاه پوتنام و سایر مدارک، برای درک رابطه بین سرمایه اجتماعی و آموزش، باید میزان مشارکت والدین در امور آموزش و مدرسه و میزان سرمایه اجتماعی موجود در یک اجتماع را تعیین کرد. کلمن با نقل قول از کتاب پوتنام متذکر شده است که ما نباید «قرار گرفتن جوانترها در حصر افراد بالغ نزدیک به آن‌ها - یعنی در رده اول و مهم‌تر از همه اعضاء خانواده- و سپس سایر افراد اجتماع را کم‌اهمیت بدانیم».

## سرمایه اجتماعی و امنیت
سرمایه اجتماعی به صورت نیروی محرکه و پتانسیل تعامل بین پلیس و شهروندان عمل می‌نماید. سرمایه اجتماعی را می‌توان به دو دسته پیشینی و پسینی تقسیم نمود که سرمایه اجتماعی پیشینی به امنیتی محدود می‌انجامد و سرمایه اجتماعی پسینی موجب تحقق امنیتی فراگستر است. سرمایه اجتماعی پیشینی حکایت از منافع، فرصت‌ها و امکاناتی دارد که گروه بدون تلاش، مبتنی بر کارکردهای اعضای پیشین از آن بهره‌مند شده است. سرمایه اجتماعی پسینی نیازمند تلاش و کوشش اعضای گروه برای برقراری تعاملات بهینه جهت دریافت اطلاعات و امکانات لازم است. در واقع، سرمایه اجتماعی پیشینی، ارث و میراث گروهی است که به اعضای جدید می‌رسد، ولی سرمایه اجتماعی پسینی در قبال اَعمال و مناسبات افراد حاضر فراهم می‌شود.

## اثرات احتمالی منفی سرمایه اجتماعی
بعضی معتقدند سرمایه اجتماعی لزوماً نتایج مثبت به دنبال ندارد. به عنوان مثال از این پیچیدگی‌ها می‌توان به فعالیت باندهای خشن و تبهکار که توسط روابط درون گروهی (سرمایه اجتماعی درون گروهی) تقویت شده‌اند، اشاره کرد. این مثال اهمیت تمایز بین سرمایه اجتماعی پیوندی و درون گروهی را (که آسان‌تر حاصل می‌شود) آشکارتر می‌سازد. در موارد وجود نتایج منفی، میزان سرمایه اجتماعی درون گروهی در مقایسه با نوع پیوندی به مراتب بیشتر است.
بدون سرمایه اجتماعی پیوندی، گروه‌های باندی ممکن است به انزوا و محرومیت از مابقی جامعه کشانده شوند. اما نکته مهم‌تر این است که ارتباط پیوندی آن‌ها با دیگر گروه‌ها، رابطه‌ای که نشان دهنده افزایش سرمایه اجتماعی است، ممکن است قطع شود. سرمایه اجتماعی درون گروهی شرط لازم توسعه نوع قدرتمندتری یعنی سرمایه اجتماعی پیوندی است. انواع درون گروهی و پیوندی در صورتی که با هم در تعادل باشند می‌توانند سودمند باشند، در غیر این صورت ممکن است ضد هم عمل کنند. در حالیکه سرمایه اجتماعی می‌بالد و گروه‌های همگن توانمندتری به وجود می‌آیند، احتمال ایجاد سرمایه اجتماعی پیوندی کمتر می‌شود. سرمایه اجتماعی درون گروهی می‌تواند از عقاید یک گروه نیز در گذر زمان محافظت کند و باعث جذب افراد حول یک آرمان افراطی گردد. تقویت روابط تنگ نظرانه می‌تواند به مسائل عدیده‌ای همچون به حاشیه رانده شدن قومیت‌ها و انزوا بینجامد. در موارد حاد، پاکسازی قومی هم ممکن است اتفاق بیفتد اگر رابطه بین دو گروه فوق‌العاده منفی باشد. در موارد خفیف تر، نتیجه انزوای بعضی اجتماعات در نقاطی مثل حومه شهرها در اثر وجود سرمایه اجتماعی درون گروهی و دور ماندن از مراکز تولید، پیوندی خواهد بود.
سرمایه اجتماعی از دیدگاه سازمانی پوتنام نیز ممکن است عواقب منفی داشته باشد اگر نهادهای سیاسی و دموکراسی در کشور به میزان کافی استحکام نداشته و بنابراین گروه‌های صاحب سرمایه اجتماعی بر آن‌ها غلبه کنند. در (جامعه مدنی و سقوط جمهوری وایمار) چنین آمده است که: «مشکل اصلی آلمان در دوران ویلهمی و وایمر نه ضعف جامعه مدنی، بلکه ضعف زیربنای سیاسی بود». زیرا که نهادهای سیاسی آنقدر ضعیف بودند که مردم به راه‌های دیگر متوسل شدند. «آلمانها خود را به کلوپها، انجمنهای داوطلبانه، و سازمان‌های حرفه‌ای مشغول کردند تا از سرخوردگی ناشی از شکستهای دولت مرکزی و احزاب سیاسی خلاص شوند. در نتیجه ستونهای جمهوری وایمار را سست کرده و راه رسیدن هیتلر به قدرت را هموار کرد.» در این مقاله، نویسنده مدعی است که هیتلر از آن جهت به سرعت به قدرت رسید که توانست گروه‌های جامعه را برای رسیدن به یک هدف مشترک به حرکت درآورد. اگرچه در آن زمان جامعه آلمان یک جامعه «متحد» به حساب می‌آمد، گروه‌های مردم متفرق بوده و اعضاء آن‌ها از مهارت‌هایی که در گروه کسب کرده بودند، برای پیشبرد جامعه استفاده نمی‌کردند. مردم در جمهوری وایمر به شدت درونگرا شده بودند. هیتلر توانست با توسل به هدف اعتلای آلمان به صدر قدرت‌های سیاسی جهان، بر این خصوصیت مردم سرمایه‌گذاری کرده و گروه‌های منفصل را با هم متحد کند. نظم قدیمی جهان در جنگ جهانی اول نابود شده بود و هیتلر معتقد بود که آلمان هم محق است و هم اراده آن را دارد تا به یک ابرقدرت جهانی تبدیل شود.
مطالعات بعدی پوتنام نشان دادند که مهاجرت و تنوع نژادی مانع رشد سرمایه اجتماعی و افزایش اعتماد عمومی مرتبط با آن می‌شوند. در این مطالعات نشان داده شده است که در مناطق ناهمگون آمریکا، پاره‌ای از افراد سهمی در هیچ‌یک از انواع سرمایه اجتماعی درون گروهی و پیوندی ندارند. در جوامعی که مهاجرت به آن‌ها زیاد است یا ناهمگونی قومی بالاست، شهروندان در هر دو نوع سرمایه اجتماعی کمبود دارند و در کل سطح اعتماد در خارج از اجتماعات همگون بسیار پایین است. عدم تجانس باعث شده است که مردم حتی از نزدیکترین گروه‌ها و روابطشان دوری کنند و به جمعی از افراد شدیداً منفرد تبدیل شوند، نقطه مقابل اجتماع همبسته‌ای که قبلاً در آن بودند. این نتایج بر خلاف باورهای قبلی هستند که می‌گفتند تماس با تنوع سرمایه اجتماعی را چه از طریق پیوند زدن شکاف‌های اجتماعی مابین اقوام و چه از طریق تحکیم پیوندهای درون گروهی تقویت می‌کند.